# Bombylius brevirostris
Bombylius brevirostris är en tvåvingeart som beskrevs av Olivier 1789. Bombylius brevirostris ingår i släktet Bombylius och familjen svävflugor.
Artens utbredningsområde är Frankrike. Inga underarter finns listade i Catalogue of Life.